# 恩斯特·伊贝
恩斯特·伊贝（德語：Ernst Ihbe，1913年12月20日—1992年8月30日），德国男子自行车运动员。他曾代表德国参加1936年夏季奥林匹克运动会自行车比赛，获得男子双人自行车金牌。